# Гестола
Ге́стола (груз. გისტოლა) — одна з вершин Безенгійської стіни головного Кавказького хребта, район Безенгі. Висота 4860 м.
З півночі має характерну трикутну форму.
В плані — піраміда з майже квадратною основою, орієнтованою під 45° до сторін світу.
На вершину описані маршрути від 3Б до 5Б, зокрема з траверсом частини Безенгійської стіни через Пік Єсеніна, Ляльвер.

## Ресурси Інтернету
- Гестола на wiki.risk.ru [Архівовано 15 серпня 2009 у Wayback Machine.]

| Грузія | Це незавершена стаття з географії Грузії. Ви можете допомогти проєкту, виправивши або дописавши її. |

1. 1 2 3  https://www.peakbagger.com/peak.aspx?pid=10405